# Potiche – En fransk troféfru
Potiche – En fransk troféfru (Potiche) är en fransk långfilm från 2010 i regi av François Ozon. Filmen hade urpremiär vid filmfestivalen i Venedig den 4 september 2010. I huvudrollerna ses Catherine Deneuve och Gérard Depardieu.

## Handling
Suzanne (Deneuve) är en uttråkad hemmafru som är gift med Robert, en notoriskt otrogen industripamp. Han behandlar sitt företag som han behandlar sin fru och sina barn, nämligen med järnhand och utan empati. Arbetarna på hans företag går i strejk, då de fått nog av hans fasoner. Suzanne tar över ledningen och får arbetarna att ta hennes parti.

## Rollista (i urval)
- Catherine Deneuve – Suzanne Pujol
- Gérard Depardieu – Maurice Babin
- Fabrice Luchini – Robert Pujol
- Karin Viard – Nadège
- Judith Godrèche – Joëlle
- Jérémie Renier – Laurent Pujol
- Évelyne Dandry – Suzannes syster
- Élodie Frégé – Suzanne som yngre